# Piero Travaglini
Piero Travaglini, pseudonimo di Peter Travaglini (Berna, 2 marzo 1927 – Büren an der Aare, 31 gennaio 2015), è stato un pittore, scultore e grafico svizzero.
Ebbe un ruolo di spicco quale pioniere e protagonista della Pop-Art svizzera durante gli anni 1970.

## Biografia

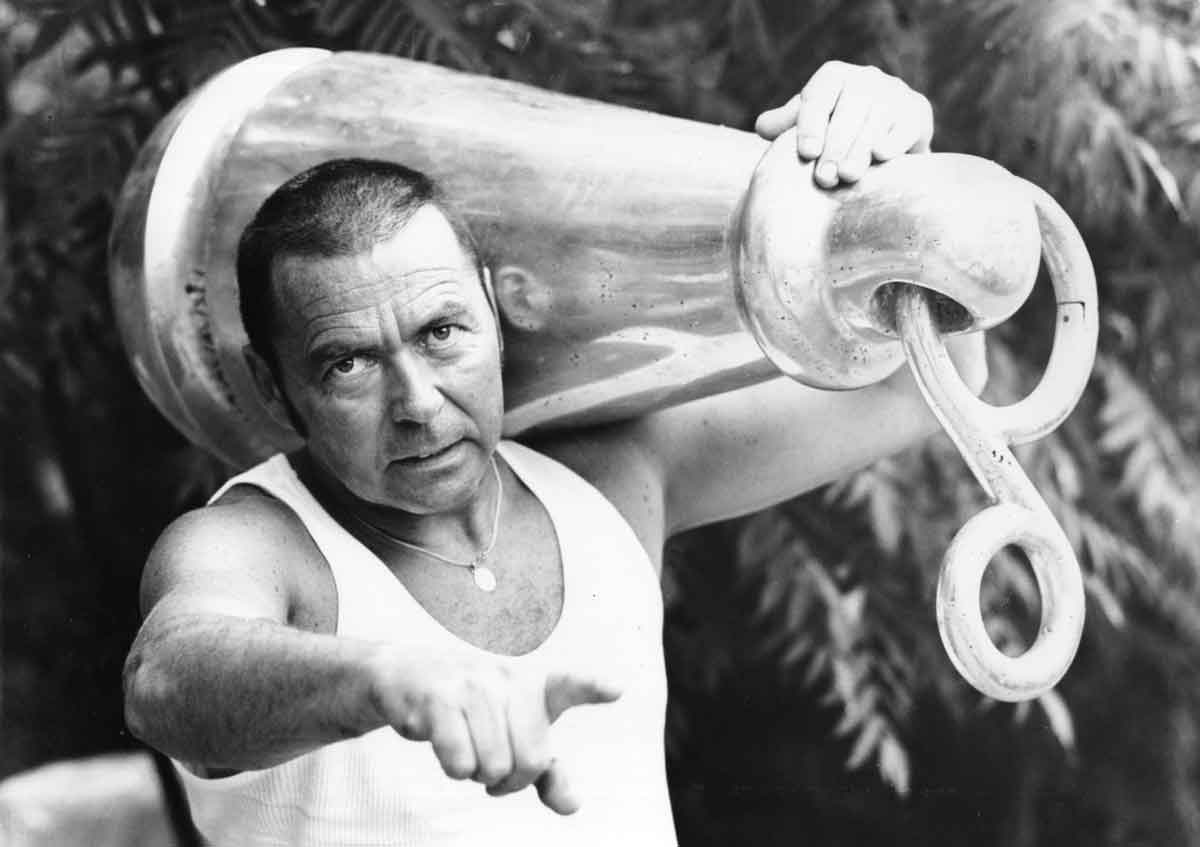
Piero Travaglini nel 1972 con il suo “manico” in alluminio, elemento dell’opera WC-Cat (Catene) 1972

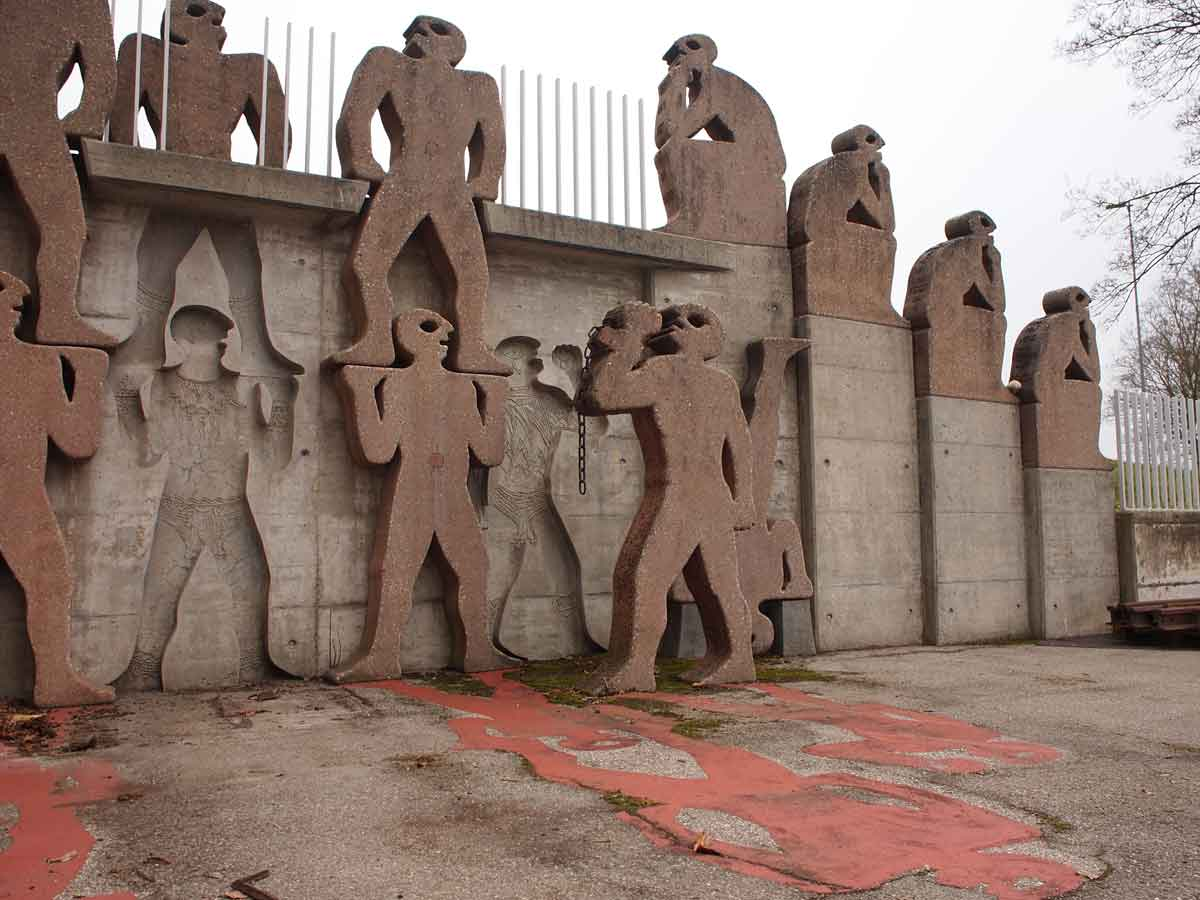
Parte dell’allestimento artistico all’interno dell’Istituto penitenziario di Witzwil, Gampelen, Canton Berna

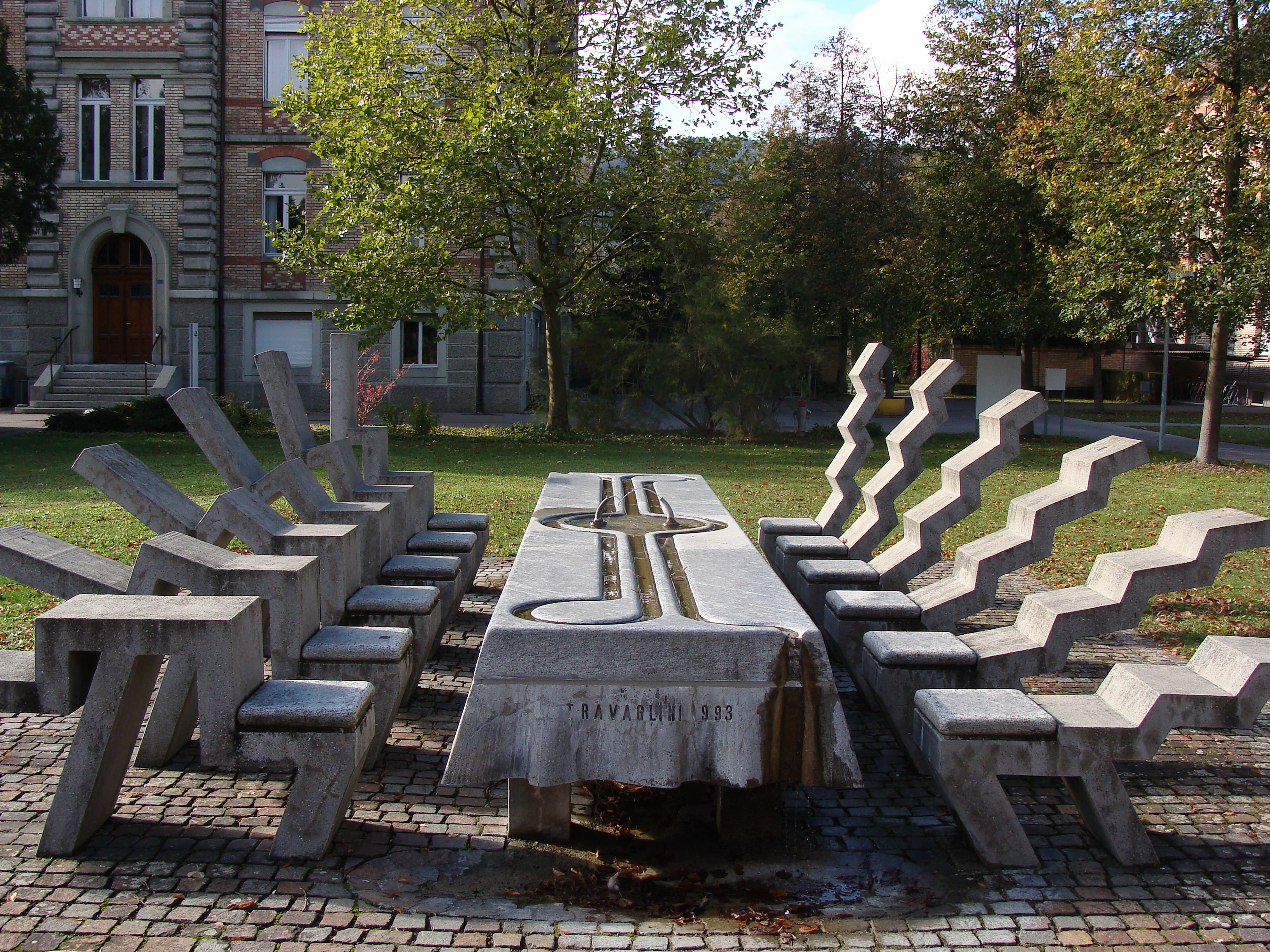
Fontana del cenacolo, Istituto psichiatrico di Münsingen

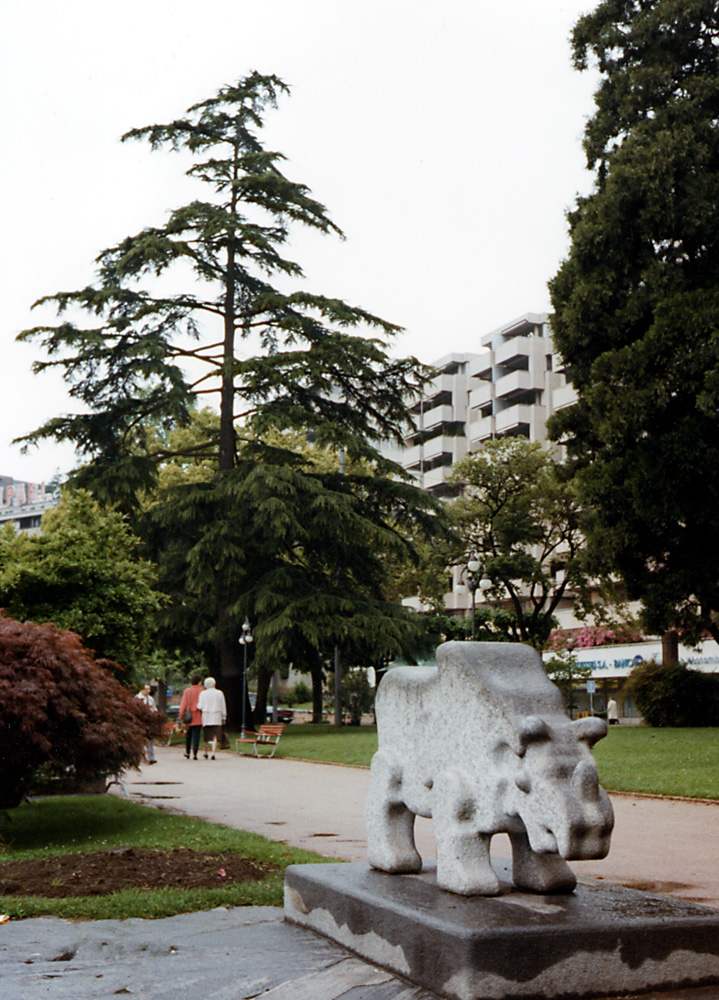
Rinoceronte, Giardino Belvedere, Lugano

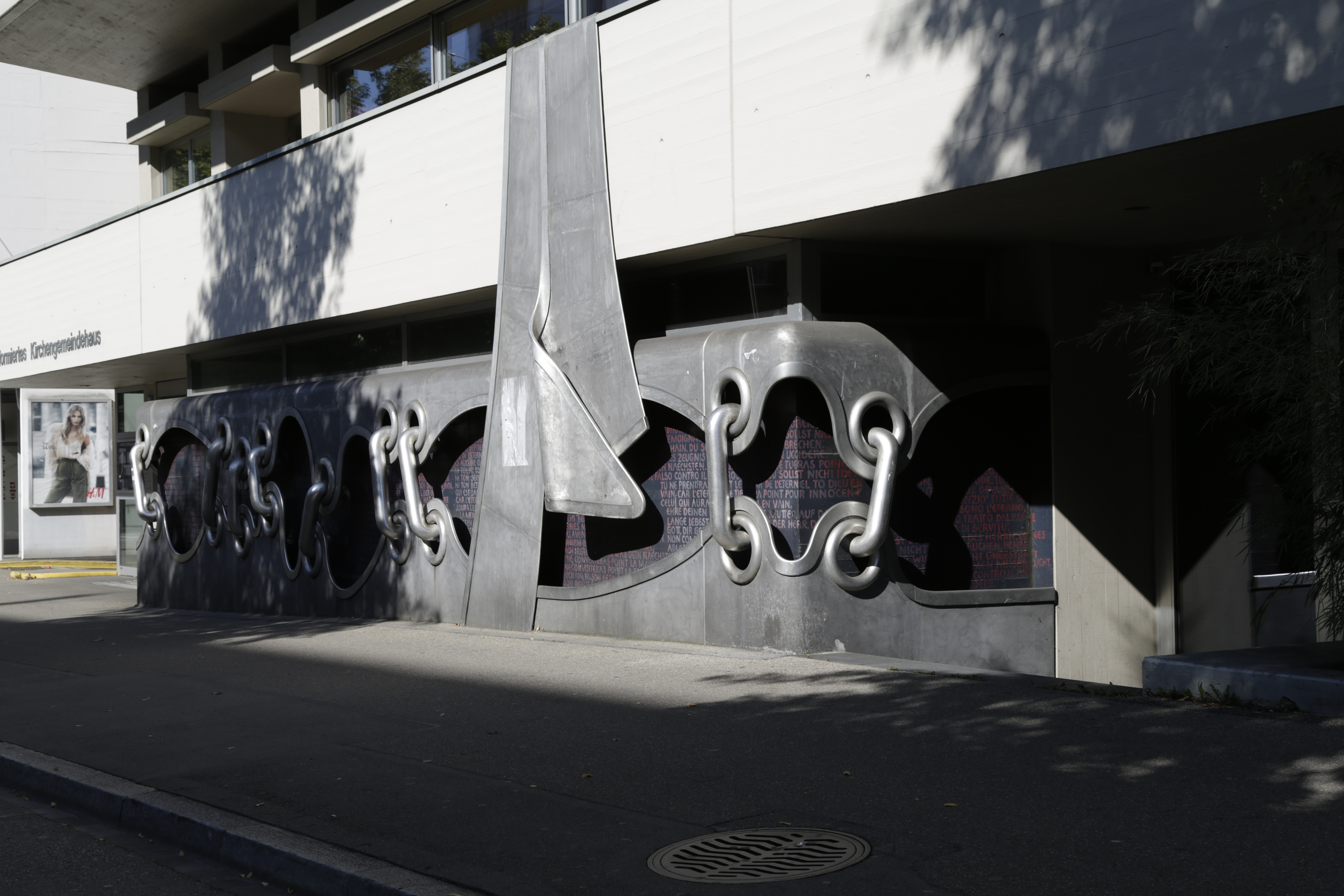
I dieci comandamenti, Centro della comunità ecclesiastica Aussersihl, Stauffacher, Zurigo

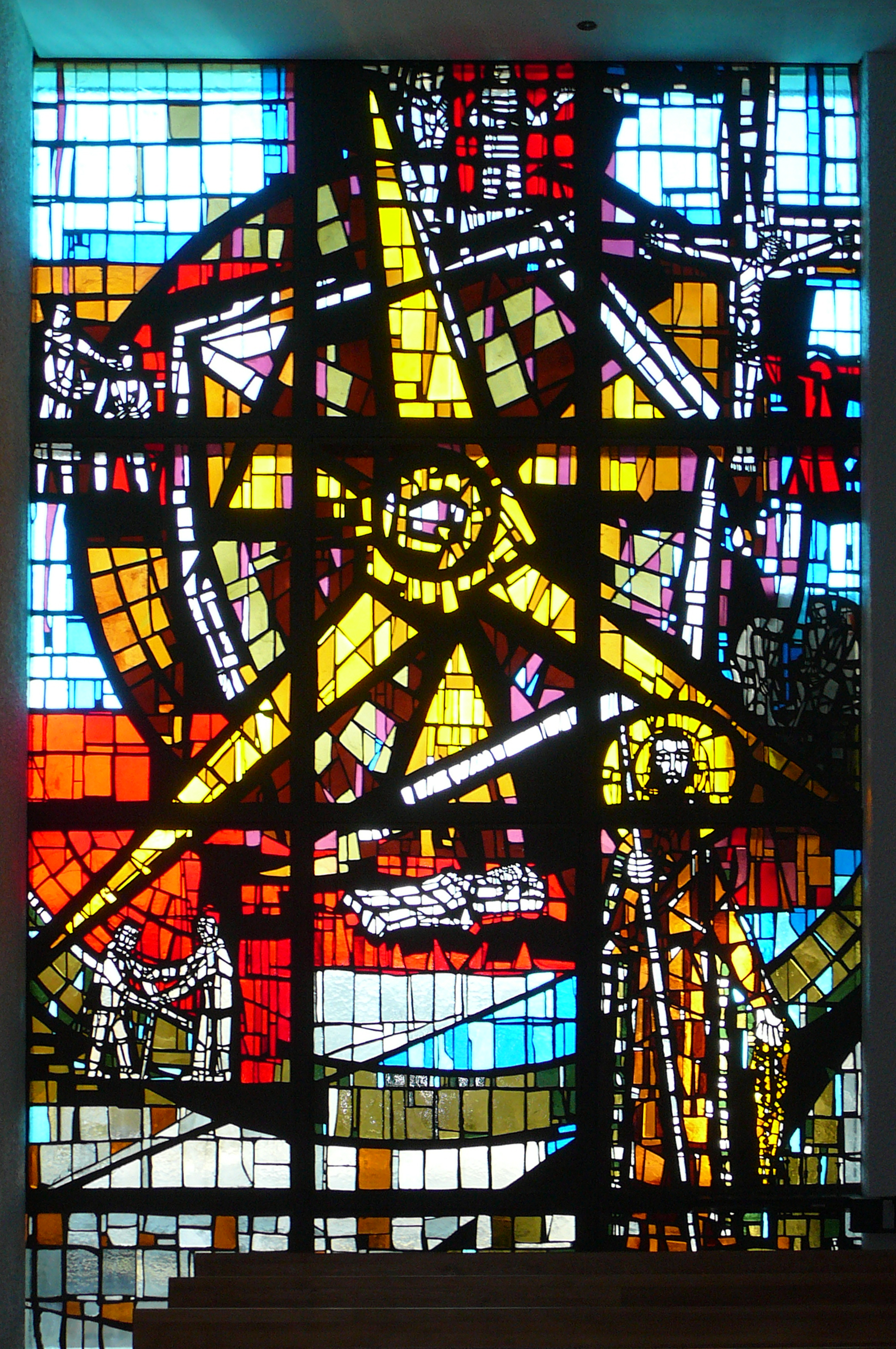
Vetrata in vetrocemento Bruder Klaus, Chiesa cattolica di Urdorf

Dopo la scuola dell'obbligo, Travaglini assolse un apprendistato di pittore e stuccatore con formazione presso la scuola professionale di Soletta (Svizzera) (1943-1946) e presso la scuola di arti applicate (Kunstgewerbeschule) di Vevey (1944). Dal 1946 al 1949 frequentò l'Accademia di Belle Arti di Brera a Milano. Nel 1948 si stabilì nella sua città natale Vira Gambarogno e sposò Hanni Sommer. Insieme ebbero sette figli. Nel 1950 trasferì il suo domicilio principale a Büren an der Aare.
Durante l'attività nell'impresa di pittura del padre, creò vari dipinti a olio in stile figurativo, in seguito esposti a Grenchen, Soletta e Lugano. Nel 1953 Travaglini eseguì le prime sculture in pietra calcarea e un rilievo in bronzo per il palazzo comunale del municipio di Büren an der Aare. Seguirono una fontana in pietra arenaria e una piccola fontana in pietra calcarea a Meienried, nei pressi di Büren an der Aare.
Durante questo periodo Travaglini intraprese soggiorni di studio in Italia, Francia e Germania. L'incarico per la realizzazione di una vetrata in vetrocemento per la Chiesa cattolica di Lyss nel 1958, segnò l'inizio di una lunga serie di commissioni di opere d'arte pubbliche e fu determinante per l'avvio della sua attività indipendente di artista.
Nel corso degli anni 1960 Travaglini si avvicinò al movimento del tachisme e alle correnti dell'espressionismo astratto. Seguirono i primi getti di alluminio e monotipi. Varie esposizioni lo condussero fra l'altro nelle città di Bochum, Colonia, Duisburg, Francoforte, Berlino e Lubiana insieme a diversi suoi colleghi artisti. Nel 1968 ebbe luogo la prima mostra di sculture di Vira (Gambarogno), co-ideata dall'artista stesso. Travaglini partecipò all'esposizione con una catena monumentale in granito. Nel 1970 seguì la partecipazione alla rassegna di sculture di Bienne, con una catena galleggiante di oltre 30 metri di lunghezza, esposta sul Lago di Bienne. Le partecipazioni alla mostra The Swiss Avant Garde a New York (1971), alle rassegne Schweizer Kunst heute di Milano, Graz, Olten e Bochum (1972), alla Biennale di Venezia (1976) e alla Rotonda della Besana di Milano (1972/1980) gli garantirono poi il riconoscimento a livello internazionale.
Nell'ambito dell'esposizione Tell 73, Travaglini espose la sua Tells Apfelschuss, una scultura di grandi dimensioni galleggiante. Nel 1976 l'artista fondò il Travaglini Dualis-Club, i cui membri sono simbolicamente congiunti l'uno con l'altro da anelli di catena bronzei.
A partire dal 1976 insegnò all'Accademia internazionale delle arti figurative (Internationale Akademie für bildende Künste IABK) di Niederbipp, in seguito presso la Künstlerhaus di Soletta, da lui stesso fondata. Nei primi anni 1980 Travaglini divenne membro della commissione artistica del Canton Berna e di quella della Città di Bienne. Nel 2007 al Kunsthaus di Grenchen e a Büren an der Aare ebbe luogo una doppia mostra in occasione del suo ottantesimo compleanno. Inoltre, Travaglini partecipò ripetutamente alla Art Basel, alla mostra di sculture a cielo aperto di Vira (Gambarogno), alla rassegna Svizzera di sculture di Bienne, a esposizioni presso il Centre PasquArt di Bienne, alle rassegne annuali di Soletta e Bienne così come alla Internationale Triennale für Originalgrafik di Grenchen.  A partire dai primi anni 1970 e durante i due decenni seguenti fu presidente della Commissione per il centro storico di Büren an der Aare affermandosi nel ruolo di restauratore. Fu inoltre designato responsabile per il rifacimento del ponte di legno e per il piano regolatore per la configurazione cromatica delle facciate del centro storico di Büren an der Aare.
La padronanza di svariate tecniche e di diversi materiali come il bronzo, l'alluminio e il legno, il cemento, il granito e il mattone, così come la scelta di non tracciare un confine netto fra arte e artigianato, sono la base dell'opera di Travaglini. Il contrasto simbolico tra pietra e acqua fu valorizzato con oltre 70 fontane. L'opera commissionata divenne una questione fondamentale per Travaglini, sottostando tuttavia a un costante e stretto rapporto di reciprocità con la sua libertà creativa, come comprovano i suoi libri di lavoro. L'approccio sperimentale dell'artista lo condusse a creare le più diverse opere: tappeti, bandiere, ceramiche, medaglie, monete, spille e produzioni grafiche. A partire dai primi anni 1970 la silhouette standardizzata di una figura umana, che nella sua natura permane inevitabilmente legata alla forma di fusione in cui si è costituita, divenne marchio di fabbrica di Travaglini.
L'allestimento artistico nell'Istituto penitenziario di Witzwil con 43 figure di grandi dimensioni in cemento è tra le opere chiave dell’artista.
Nel 2017 gran parte del lascito artistico, gli schizzi, i disegni e la documentazione dei progetti così come le grafiche passarono nelle mani del Kunsthaus Grenchen a completamento della collezione. Quest'ultimo organizzò una mostra commemorativa in occasione dell'uscita della prima monografia su Piero Travaglini.
Altresì in qualità di donazione, l’intero lascito di opere in arte vetraria di Piero Travaglini fu ceduto all’Istituto Svizzero di ricerca in pittura e arte vetraria (vitrocentre) di Romont (FR), nel cui laboratorio di ricerca virtuale vitrosearch, accessibile in rete dal mese di dicembre 2017, è continuamente pubblicato lo stato attuale del fondo.

## Opere in spazi pubblici
Ulteriori opere di rilievo si trovano in possesso dei Cantoni di Berna, Svitto e Ticino, delle Città di Berna, Bienne, Grenchen, Lugano, Olten e in vari musei a Bochum (Germania), Grenchen e Lugano.
- Plastica in bronzo antistante l’edificio ETA, Collezione Kunsthaus Grenchen;
- Muro di numeri in cemento sul piazzale scolastico, Bellach;
- Configurazione della piazza con fontana nel centro storico, Urtenen-Schönbühl;
- Centro della comunità ecclesiastica a Stauffacher, Zurigo;
- Animali in cemento, fontana in cemento, configurazione del piazzale, Ospedale pediatrico di Wildermeth, Bienne;
- Vetrata in vetrocemento, Chiesa S. Maria, Lyss; •Vetrata in vetrocemento, Chiesa Bruder Klaus, Urdorf;
- Configurazione del presbiterio nell’ambito del risanamento del 1978, Chiesa St. Josef, Horgen;
- Corredo artistico, Chiesa Maria-Hilf, Zurigo-Leimbach;
- Vetrata e configurazione del presbiterio, Chiesa Heilige Familie, Schönenberg;
- Catena e rinoceronte in granito, Giardino Belvedere, Lugano.